# Ksar Bougoffa
Ksar Bougoffa ou Ksar Bougouffa est un ksar de Tunisie situé dans le gouvernorat de Tataouine.

## Localisation
Le ksar se situe sur une terrasse dominant un oued coulant dans la plaine de la Djeffara. Le mausolée Sidi Bougoffa, une citerne et des champs se trouvent dans les environs.

## Histoire
La fondation du ksar est datée de 1910 selon Kamel Laroussi.
Le 15 mars 2022, un arrêté en fait un monument classé.

## Aménagement
Le ksar qui se déploie en forme de L (branches mesurant 60 mètres de long) compte quarante ghorfas, réparties principalement sur un étage (quatre sur deux étages), dont une dizaine sont effondrées.
L'ensemble est en ruines et largement ensablé.